# Strada maestra M6 (Bielorussia)
La strada M6 (in bielorusso Магістраль М4?, Mahistral' M6; in russo Магистраль М6?, Magistral' M6) è una strada maestra della Bielorussia, che unisce la capitale Minsk a Hrodna, nel nord-ovest del paese.